# Liste der Generalminister der Kartäuser
Dieser Artikel listet chronologisch die Generalsuperioren auf, die im Kartäuserorden Generalminister genannt werden.
- 1084–1090: Bruno
- 1090–1100: Lanudinus
- 1100–1101: Petrus I.
- 1101–1109: Johannes I.
- 1109–1136: Guigo I.
- 1136–1139: Hugo I.
- 1139–1151: Anthelmus von Belley
- 1151–1174: Basile
- 1174–1180: Guigo II.
- 1180–1233: Jancelin
- 1233–1236: Martin
- 1236–1242: Petrus II.
- 1242–1247: Hugo II. (1. Mal)
- 1247–1249: Bernard I. de La Tour (1. Mal)
- 1249–1253: Hugo II. (2. Mal)
- 1253–1257: Bernard I. de La Tour (2. Mal)
- 1257–1267: Riffier
- 1267–1272: Gérard
- 1272–1276: Guillaume I. Fabri
- 1276–1277: Pierre III. de Montignac
- 1277–1313: Boson
- 1313–1329: Aymone d’Aosta
- 1329–1330: Jacques de Vevey (1. Mal)
- 1330–1338: Clair de Fontenay (1. Mal)
- 1338–1341: Jacques de Vevey (2. Mal)
- 1341: Clair de Fontenay (2. Mal)
- 1341–1346: Henri Pollet
- 1346–1361: Jean II. Birelle
- 1361–1367: Elzéar de Grimoard
- 1367–1402: Guillaume II. de Raynal

| unterstanden dem Papst in Avigion und residierten in der Grande Charteuse                                                                                                | unterstanden dem Papst in Rom und residierten in Seitz |
| --- | --- |
| - 1391–1402 Guillaume II. de Raynal - 1402–1410: Boniface Ferrier (Danach residierten er bis 1416 in Val de Christo. Sieben Kartausen in Spanien erkannten ihn noch an.) | - 1391: Johannes von Bari (auch: Jean de Bari) - 1391–1398: Christoph von Florenz (auch: Christophe von Maggiani, Chrystophe de Maggiani) - 1398–1410: Stephan von Maconi (französisch Étienne de Maconi, italienisch Stefano de Corrado Maconi) |

- 1410–1420: Jean III. de Griffenberg
- 1420–1437: Guillaume III. de Lamotte
- 1437–1463: François I. Maresmes
- 1463–1472: Jean IV. Van Rosendael
- 1472–1481: Antoine I. Dellieux
- 1481–1494: Antoine II. du Charne
- 1494–1503: Pierre IV. Roux
- 1503–1521: François II. du Puy
- 1521–1535: Guillaume IV. Biebuick
- 1535–1540: Jean V. Guilhard
- 1540–1546: Pierre V. Marnef
- 1546–1553: Jean VI. Volon
- 1553–1554: Damien Longoni
- 1554–1566: Pierre VI. Sarde
- 1566–1586: Bernard II. Carasse
- 1586–1588: Jérôme I. Lignano
- 1588–1594: Jérôme II. Marchant
- 1594–1600: Jean Michel de Vesly
- 1600–1631: Bruno II. d’Affringues
- 1631–1643: Juste Perrot
- 1643–1649: Léon Tixier
- 1649–1675: Jean VII. Pégon
- 1675–1703: Innocent Le Masson
- 1703–1731: Antoine III. de Montgeffond
- 1731–1732: Ambroise Crollet
- 1732–1737: Étienne I. Richard
- 1737–1758: Michel I. Bruno de Larnage
- 1758–1778: Étienne II. Biclet
- 1778–1791: Hilarion Robinet
- 1791–1801: Nicolas-Albergati di Geoffroy
- 1801–1813: Antoine IV. Vallet
- 1813–1816: Romuald Moissonnier
- 1816: Bonaventure Eymin
- 1816–1824: Grégoire Sorel
- 1824–1831: Benoît Nizzatti
- 1831–1863: Jean-Baptiste Mortaize
- 1863–1877: Charles-Marie Saisson
- 1877–1879: Roch Boussinet
- 1879–1892: Anselme-Marie Bruniaux
- 1892–1905: Michel II. Baglin
- 1905–1911: René Herbault
- 1911–1938: Jacques-Marie Mayaud
- 1938–1967: Ferdinand Vidal
- 1967–1997: André Poisson[2]
- 1997–2012: Marcellin Theeuwes
- 2012–2014: François-Marie Velut[3]
- seit 2014: Dysmas de Lassus[4]